# Mein Lotta-Leben: Alles Tschaka mit Alpaka!
Mein Lotta-Leben: Alles Tschaka mit Alpaka! ist ein deutscher Kinofilm aus dem Jahr 2022, der nach der Mein Lotta-Leben-Buchreihe entstand. Regie führte Martina Plura. 

## Inhalt
Lotta Petermann und ihre beste Freundin Cheyenne freuen sich auf eine Auszeit von ihren Familien; eine Woche Schullandheimfahrt auf die Insel Amrum. Allerdings fällt die benötigte zweite Lehrkraft am Tag der Abreise durch Krankheit aus, so dass Lottas Vater, der aktuell in einem Sabbatjahr nicht arbeiten muss, sich bereit erklärt, als zweite Aufsichtsperson mitzufahren. Und dann ist da noch der neue französische Mitschüler Rémi, der in Lotta verliebt ist, wovon sie aber nichts wissen will.

## Hintergrund
Der Film wurde an 30 Drehtagen auf Amrum in einer Kurklinik und in Düsseldorf gedreht. Kino-Start in Deutschland war der 23. Oktober 2022.